# Bloom Innocent
Bloom Innocent – album studyjny brytyjskiego muzyka i wokalisty Finka, wydany 25 października 2019 roku nakładem wytwórni muzycznej R’COUP’D. 
Na pierwszy singel promujący wydawnictwo wybrano utwór „We Watch the Stars”, a na drugi „Bloom Innocent”. 
Fink podkreśla, iż płyta prezentuje osiem kompozycji nagranych w całkowitej swobodzie artystycznej:

Gdybym był młodym artystą debiutującym w Polymer Records, powiedziano by mi, że mam nagrać kawałek poniżej trzech minut, dość „uniwersalny” dla radia. Pamiętam ile kosztowały takie kompromisy, gdy zaczynałem swą artystyczną podróż i dlatego czuję obowiązek by zaprzeczać oczekiwaniom i robić to, na co mam ochotę.

Wydawnictwo powstało przy współpracy brytyjskim producentem muzycznym Floodem. Album został zarejestrowany w studio w Berlinie, a znaczący wkład w brzmienie premierowych utworów miał nowy członek zespołu Finka – multiinstrumentalista Tomer Moked.
Płyta zapowiadała trasę koncertową All Give Tour, którą uwzględniała także dwa koncerty w Polsce: w Gdańsku i Warszawie. 
Wydawnictwo wydano na płycie gramofonowej, płycie kompaktowej oraz w formacie digital download.

## Lista utworów
Opracowano na podstawie materiału źródłowego.
| Nr | Tytuł utworu               | Długość |
| -- | -------------------------- | ------- |
| 1. | „Bloom Innocent”           | 6:56    |
| 2. | „We Watch the Stars”       | 8:04    |
| 3. | „Once You Get a Taste”     | 5:58    |
| 4. | „Out Loud”                 | 6:20    |
| 5. | „That’s How I See You Now” | 5:54    |
| 6. | „I Just Want a Yes”        | 6:39    |
| 7. | „Rocking Chair”            | 6:01    |
| 8. | „My Love’s Already There”  | 6:50    |
|    |                            | 52:42   |